# وینا ماچادو
وینا ماچادو (انگلیسی: Viña Machado؛ زادهٔ ۱۷ اوت ۱۹۷۹) مدل و بازیگر اهل کلمبیا است. از فیلم‌ها یا برنامه‌های تلویزیونی که وی در آن نقش داشته است می‌توان به پرستاران اشاره کرد.